# Die russische Braut
Rus Gelin ist eine türkische Filmkomödie aus dem Jahr 2003. Das Drehbuch schrieb Umur Bugay. Regisseur war Zeki Alasya. In Deutschland lief der Film erstmals am 10. April 2003 in den Kinos.

## Handlung
Der türkische Bogenschießverein hilft der Welt-Champion-Bogenschützin Lena Aslanova aus Moldawien in die Türkei zu flüchten. Zwei Spione aus dem moldawischen Geheimdienst folgen der Profisportlerin jedoch auf Schritt und Tritt. Lena muss schnellstmöglich eingebürgert werden, damit sie das türkische Team bei den Olympischen Spielen vertreten darf.
Der Föderationschef kommt auf die Idee, dass Lena sofort eine Scheinehe schließen soll. Da er selber in sie verliebt ist, denkt er, dass der 70 Jahre alte Ringkämpfer Riza der harmloseste und dadurch der ideale Bräutigam ist.
Obwohl der patriotische Ringkämpfer-Opa dieses Angebot ablehnen will, ändert er seine Meinung, sobald er die bildhübsche Bogenschützin sieht. Nach der Scheinehe denkt die ganze Föderation, dass alle Probleme gelöst seien. Bis der 70 Jahre alte Bräutigam ankündigt, dass diese Ehe seiner Meinung nach keine Scheinehe ist. Er möchte seine russische Braut einfach bei sich zuhause behalten. Zum Schluss kann Zeki sich die Braut zurückerobern.